# Fighting Through (film 1919)
Fighting Through è un film muto del 1919 scritto, prodotto e diretto da William Christy Cabanne (Christy Cabanne).

## Trama
Robert Carr, nipote di un soldato confederato, è stato allevato nell'amore e nel rispetto della sola bandiera del Sud. La sua fidanzata, Maryland Warren, anche lei una sudista, rispetta però gli Stati Uniti. Tra i due nascono delle incomprensioni e Maryland lo taccia di codardia quando, scoppiata la guerra con la Germania, lui rifiuta di arruolarsi. Robert, aggredito da alcuni vagabondi, viene caricato svenuto sul vagone di un treno che arriva fino in Arizona. Maryland, che si trova in vacanza da quelle parti, è stata rapita da banditi messicani che ne richiedono un riscatto. Lui, dopo essere riuscito a liberarla, sta scappando con lei, ma i messicani stanno per riagguantarli: per impedire ai banditi di riprendere Maryland, Robert sta per sparare alla ragazza, in un ultimo tentativo di salvare il suo onore. I due verranno salvati in extremis da un gruppo di cowboy. Finalmente riuniti, i due fidanzati tornano insieme in Virginia.

## Produzione
Il film, che fu prodotto dalla William Christy Cabanne Producing Company, aveva il titolo di lavorazione The American Spirit o The Working Spirit.

## Distribuzione
Distribuito dalla W.W. Hodkinson e presentato da William Christy Cabanne, il film uscì nelle sale cinematografiche statunitensi il 27 gennaio 1919.